# Kronprinzenpokal 1911/12
Der Kronprinzenpokal 1911/12 war die vierte Auflage des Fußball-Pokalwettbewerbs, in dem die Auswahlmannschaften der Regionalverbände des Deutschen Fußball-Bundes gegeneinander antraten. Sieger wurde zum zweiten Mal die Auswahl Süddeutschlands, die das Finale gegen Brandenburg gewann.

## Teilnehmende Verbände
Der Märkische Fußball-Bund hatte sich im April mit dem Verband Berliner Ballspielvereine und einem weiteren Berliner Verband zum Verband Brandenburgischer Ballspielvereine vereinigt, so dass von diesem Jahr an nur noch sieben Regionalverbände antraten. 
| Nordostdeutschland | Baltischer Rasen- und Wintersport-Verband  |
| Südostdeutschland  | Südostdeutscher Fußball-Verband            |
| Brandenburg        | Verband Brandenburgischer Ballspielvereine |
| Mitteldeutschland  | Verband Mitteldeutscher Ballspiel-Vereine  |
| Norddeutschland    | Norddeutscher Fußball-Verband              |
| Westdeutschland    | Westdeutscher Spiel-Verband                |
| Süddeutschland     | Verband Süddeutscher Fußball-Vereine       |

## Viertelfinale
| Paarung                 | Paarung | Paarung            | Ergebnis             | Datum           | Ort                                 | Zuschauer | Tore |
| ----------------------- | ------- | ------------------ | -------------------- | --------------- | ----------------------------------- | --------- | --- |
| Brandenburg             | –       | Nordostdeutschland | 10:0 (5:0)           | 8. Oktober 1911 | Berlin, Schebera-Platz              | 4000      | 1:0 Thiel (3.), 2:0 Kugler (5.), 3:0 Kugler (28.), 4:0 Völker (37.), 5:0 Worpitzky (39.), 6:0 Worpitzky (46.), 7:0 Worpitzky (49.), 8:0 Worpitzky (51., Elfmeter), 9:0 Droz (86.), 10:0 Kugler (89.) |
| Südostdeutschland       | –       | Mitteldeutschland  | 1:5 (0:0; 1:1) n. V. | 8. Oktober 1911 | Cottbus, Alemannia-Platz            | 1000      | 1:0 Kunze (80.), 1:1 Gaebelein (83.), 1:2 Gaebelein (100.), 1:3 Blüher (107.), 1:4 Blüher (?.), 1:5 Blüher (?.)                                                                                      |
| Norddeutschland         | –       | Westdeutschland    | 1:0 (0:0)            | 8. Oktober 1911 | Hannover, Radrennbahn am Pferdeturm | 3000      | 1:0 Jäger (62.) |
| Freilos: Süddeutschland |         |                    |                      |                 |                                     |           | |

## Halbfinale
| Paarung           | Paarung | Paarung        | Ergebnis  | Datum             | Ort                         | Zuschauer | Tore                                                  |
| ----------------- | ------- | -------------- | --------- | ----------------- | --------------------------- | --------- | ----------------------------------------------------- |
| Norddeutschland   | –       | Brandenburg    | 1:2 (0:1) | 12. November 1911 | Hamburg, Rothenbaum-Stadion | 3000      | 0:1 Droz (44.), 0:2 Worpitzky (66.), 1:2 Jäger (?.)   |
| Mitteldeutschland | –       | Süddeutschland | 1:2 (0:0) | 12. November 1911 | Leipzig, Sportplatz         | 4000      | 0:1 Hirsch (52.), 0:2 Fuchs (53.), 1:2 Mannborg (75.) |

## Finale
| Paarung        | Brandenburg – Süddeutschland |
| Ergebnis       | 5:6 (2:3) |
| Datum          | 18. Februar 1912 |
| Stadion        | Union-Platz, Mariendorf (bei Berlin) |
| Zuschauer      | 3000 |
| Schiedsrichter | Edgar Blüher (Leipzig) |
| Tore           | 1:0 Herbst (1.), 1:1 Fuchs (12.), 1:2 Förderer (18.), 1:3 Hirsch (28.), 2:3 Kugler (33., Elfmeter), 2:4 Fuchs (53.), 3:4 Worpitzky (60.), 3:5 Fuchs (69.), 3:6 Hirsch (70.), 4:6 Krüger (80.), 5:6 Worpitzky (84.) |
| Brandenburg    | Paul Eichelmann (BTuFC Union 1892) – Helmut Röpnack (BTuFC Viktoria 1889), Waldemar Schwarzer (BTuFC Union 1892) – Walter Sorkale (BFC Preussen), Willi Knesebeck (BTuFC Viktoria 1889), Paul Hunder (BTuFC Viktoria 1889) – Erich Herbst (BFC Preussen), Max Krüger (BFC Preussen), Willi Worpitzky (BTuFC Viktoria 1889), Paul Kugler (BTuFC Viktoria 1889), Otto Thiel (BFC Preussen) |
| Süddeutschland | Kieferl (FC Wacker München) – Paul Kühnle (FC Stuttgarter Cickers), Ernst Hollstein (Karlsruher FV) – Karl Burger (SpVgg. Fürth), Max Breunig (Karlsruher FV), Wilhelm Gros (Karlsruher FV) – Karl Wegele (Karlsruher FC Phönix), Fritz Förderer (Karlsruher FV), Gottfried Fuchs (Karlsruher FV), Julius Hirsch (Karlsruher FV), Fritz Höffler (FV Kaiserslautern)                      |

## Die Siegermannschaft
Nachfolgend ist die Siegermannschaft mit Einsätzen und Toren der Spieler angegeben.
| Süddeutschland | |
|                | - Tor: Walter Borck (MTV München) (1/-), Kieferl (FC Wacker München) (1/-) - Abwehr: Fiedler (Viktoria Hanau) (1/-), Ernst Hollstein (Karlsruher FV) (1/-), Paul Kühnle (FC Stuttgarter Cickers) (1/-) - Mittelfeld: Hermann Bosch (Karlsruher FV) (1/-), Max Breunig (Karlsruher FV) (2/-), Karl Burger (SpVgg. Fürth) (2/-), Wilhelm Gros (Karlsruher FV) (1/-), Camillo Ugi (FSV Frankfurt) (1/-) - Sturm: Fritz Förderer (Karlsruher FV) (2/1), Gottfried Fuchs (Karlsruher FV) (2/4), Graßmann (VfR Mannheim) (1/-), Julius Hirsch (Karlsruher FV) (2/3), Fritz Höffler (FV Kaiserslautern) (1/-), Ludwig Philipp (1. FC Nürnberg) (1/-), Karl Wegele (Karlsruher FC Phönix) (1/-) - Trainer: – |

Karl Burger spielte je einmal in der Abwehr und im Mittelfeld.

## Erfolgreichster Torschütze
| Spieler         | Verein              | Tore |
| --------------- | ------------------- | ---- |
| Willi Worpitzky | BTuFC Viktoria 1889 | 7    |